# لیلیان بوشه
لیلیان بوشه (انگلیسی: Lilian Bochet؛ زادهٔ ۴ مارس ۱۹۹۱) بازیکن فوتبال اهل فرانسه است.
از باشگاه‌هایی که در آن بازی کرده‌است می‌توان به باشگاه فوتبال والنسین و باشگاه فوتبال سرن یونایتد اشاره کرد.